# Sony Ericsson W980
Sony Ericsson W980 là một chiếc điện thoại nắp gập của Sony Ericsson, được phát hành vào ngày 10 tháng 2 năm 2008.
Là thành viên của dòng điện thoại nghe nhạc Walkman của Sony Ericsson, W980 sở hữu trình nghe nhạc Walkman và nhiều tính năng cao cấp như ShakeControl, chuyển bài hát bằng động tác lắc tay; TrackID giúp nhận diện bài hát và SensMe giúp chọn nhạc theo tâm trạng người nghe...
W980 được trang bị công nghệ âm thanh Clear Audio. Bên dưới màn hình phụ là các phím điều khiển nghe nhạc giúp người dùng nghe nhạc thoải mái khi máy đang gập.
Sony Ericsson W980 đã giành được giải Điện thoại Nghe nhạc tốt nhất của Hiệp hội Nghe nhìn châu Âu (EISA) năm 2008.